# East Vandergrift
East Vandergrift és una població dels Estats Units a l'estat de Pennsilvània. Segons el cens del 2000 tenia 742 habitants.

## Demografia
Segons el cens del 2000, East Vandergrift tenia 742 habitants, 333 habitatges, i 204 famílies. La densitat de població era de 2.387,4 habitants per quilòmetre quadrat.
Dels 333 habitatges en un 30,3% hi vivien nens de menys de 18 anys, en un 42,3% hi vivien parelles casades, en un 13,5% dones solteres, i en un 38,7% no eren unitats familiars. En el 35,7% dels habitatges hi vivien persones soles el 21,3% de les quals corresponia a persones de 65 anys o més que vivien soles. El nombre mitjà de persones vivint en cada habitatge era de 2,23 i el nombre mitjà de persones que vivien en cada família era de 2,88.
Per edats la població es repartia de la següent manera: un 23,6% tenia menys de 18 anys, un 6,2% entre 18 i 24, un 29% entre 25 i 44, un 19,1% de 45 a 60 i un 22,1% 65 anys o més.
L'edat mediana era de 39 anys. Per cada 100 dones de 18 o més anys hi havia 84,7 homes.
La renda mediana per habitatge era de 25.817 $ i la renda mediana per família de 30.000 $. Els homes tenien una renda mediana de 27.361 $ mentre que les dones 22.500 $. La renda per capita de la població era de 14.611 $. Entorn del 14,4% de les famílies i el 16% de la població estaven per davall del llindar de pobresa.

## Poblacions més properes
El següent diagrama mostra les poblacions més properes.